# Бинг, Джордж, 3-й граф Страффорд
Джордж Генри Чарльз Бинг, 3-й граф Страффорд (англ. George Henry Charles Byng, 3rd Earl of Strafford; 22 февраля 1830 — 28 марта 1898) — британский либеральный политик. Он носил титул учтивости — виконт Энфилд с 1860 по 1886 год.

## Происхождение и образование
Родился 22 февраля 1830 года. Старший сын Джорджа Бинга, 2-го графа Страффорда (1806—1886), и его первой жены, леди Агнес Пэджет (1809—1845), дочери Генри Пэджета, 1-го маркиза Англси. Он получил образование в Итоне и окончил Крайст-Черч в Оксфорде в 1852 году.

## Политическая карьера
В 1852 году Джордж Бинг был избран в Палату общин в качестве члена парламента от Тавистока, и занимал это место до 1857 года, когда он стал депутатом от Миддлсекса. Он служил под руководством лорда Рассела в качестве парламентского секретаря Совета по закону о бедных в 1865—1866 годах и под руководством Уильяма Юарта Гладстона в качестве заместителя государственного секретаря по иностранным делам в 1871—1874 годах.
В 1874 году лорд Энфилд покинул Палату общин, когда потерпел поражение на парламентских выборах, но затем был призван в Палату лордов в качестве 3-го барона Страффорда. Он снова занимал должность при Гладстоне в качестве будущего лорда в 1880 году и заместителя государственного секретаря Индии в период с 1880 по 1883 год.
Лорд Страффорд также был первым комиссаром государственной службы с 1880 по 1888 год и лордом-лейтенантом Миддлсекса с 1884 по 1888 год. Когда в 1889 году был сформирован первый совет графства Миддлсекс, он был выбран олдерменом графства и проработал до 1895 года. На протяжении всей своей политической карьеры он по совместительству служил в Королевской милиции Западного Миддлсекса, став подполковником 30 октября 1853 года, когда его отец был полковником. 21 сентября 1871 года он сменил своего отца на посту почетного полковника полка, а 15 июня 1878 года его, в свою очередь, сменил его младший брат Генри .
29 октября 1886 года Джордж Бинг стал преемником своего отца в графстве Страффорд.

## Интересы
Он был третьим президентом Фольклорного общества, занимая эту должность в период с 1885 по 1888 год. Утверждалось, что его связи с Обществом следует рассматривать скорее как «аристократическое покровительство», а не как активный исследовательский интерес к этой теме.

## Семья
25 июля 1854 года лорд Страффорд женился на леди Элис Гарриет Фредерике Эджертон (10 октября 1830 — 22 декабря 1928), старшей дочери Фрэнсиса Эджертона, 1-го графа Элсмира (1800—1857), и Гарриет Кэтрин Гревиль. Детей у них не было.
Граф Страффорд скончался в семейном доме на площади Сент-Джеймс в марте 1898 года в возрасте 68 лет, и ему наследовал графство его младший брат Генри. Графиня Страффорд умерла в декабре 1928 года.